# Campeonato Mundial de Ajedrez 1910 (Lasker-Schlechter)
El 1° Campeonato Mundial de Ajedrez 1910 fue un encuentro entre el retador Carl Schlechter del Imperio austrohúngaro, y el campeón defensor Emanuel Lasker del Imperio alemán. El match se jugó en Viena, Imperio austrohúngaro; y en Berlín, Imperio alemán. El primer juego empezó el 7 de enero de 1910. El último juego empezó el 10 de febrero del mismo año, con victoria de Lasker. Lasker logró empatar el match 5-5, manteniendo su condición de campeón y convirtiéndose en el campeón oficial número 9.

## Match
El match sería jugado a mejor de 10 juegos, las victorias contando 1 punto, los empates ½ punto, y las derrotas 0, y acabaría cuando un jugador llegue a 5½. Si el match acabara en un empate 5 a 5, el campeón defensor (Lasker) retendría el título. Para que el aspirante obtuviese el título de Campeón Mundial, deberá ganar por un margen mínimo de 2 puntos.
| Jugador         | 1 | 2 | 3 | 4 | 5 | 6 | 7 | 8 | 9 | 10 | Total |
| --------------- | - | - | - | - | - | - | - | - | - | -- | ----- |
| Emanuel Lasker  | ½ | ½ | ½ | ½ | 0 | ½ | ½ | ½ | ½ | 1  | 5     |
| Carl Schlechter | ½ | ½ | ½ | ½ | 1 | ½ | ½ | ½ | ½ | 0  | 5     |

Este encuentro fue lo mejor y lo peor de la carrera de Schlechter. Karl Schlechter era considerado como el rey de las tablas, por su sólido juego. Lasker tuvo grandes dificultades y sólo lo pudo empatar. Schlechter ganó la quinta partida, y las demás habían terminado en tablas. Para conseguir el título mundial Schlechter debía ganar por dos puntos de diferencia, por eso en la última partida jugó para ganar, y perdió, por lo que Lasker conservó el título, y no se repitió el encuentro.